# Inimi cicatrizate
Inimi cicatrizate è un film del 2016 diretto da Radu Jude.

## Riconoscimenti
Il film ha vinto il Premio speciale della giuria del Festival del film Locarno nel 2016.